# Ubicació de la Terra en l'Univers
El coneixement de la ubicació de la Terra a l'Univers ha estat formada pels 400 anys d'observacions telescòpiques, i s'ha ampliat radicalment durant el segle passat. A l'antiguitat, la Terra es creia que era el centre de l'Univers, que consistia només dels planetes visibles amb l'ull nu i un àmbit perifèric d'estrelles fixes. Després de l'acceptació del model heliocèntric al segle xvii, les observacions de William Herschel i d'altres van demostrar que el Sol de la Terra estava dins d'una vasta galàxia d'estrelles amb forma de disc, revelant-se més tard que eren Sols com el nostre. Al segle xx, les observacions de galàxies espirals van posar de manifest que la nostra galàxia és només una de milers de milions a un univers en expansió, agrupades amb cúmuls anomenats "clústers" i "superclústers". Al segle xxi, les estructures generals de l'univers visible es fan més clares, amb supercúmuls que es formen en una vasta xarxa de filaments i buits. Supercúmuls, filaments i buits són, probablement, les més grans estructures coherents que hi ha a l'Univers. A escala encara més grans (més de 1000 megaparsecs)[e] l'univers es torna homogèni significant que totes les seves parts tenen de mitjana la mateixa densitat, composició i estructura.
Atès que no es creu que hi hagi "centre" o "vora" de l'univers, no hi ha punt de referència particular, amb el qual es representa la ubicació general de la Terra a l'Univers. La terra és al centre de l'univers observable per nosaltres perquè l'observabilitat està determinada per la seva distància de la Terra. Es pot fer referència a la posició de la Terra pel que fa a les estructures específiques, que existeixen a diverses escales. Encara és incert si l'Univers és infinit, i s'especula que el nostre univers podria ser només un dels incomptables bilions dins d'un major multivers, contingut dins del mateix omnivers.
| La Terra a l'Univers | La Terra a l'Univers                                | La Terra a l'Univers | La Terra a l'Univers |
| Característica | Mida                                                | Notes | Fonts                |
| --- | --------------------------------------------------- | --- | -------------------- |
| Terra | 12.742 km de diàmetre                               | El nostre planeta. | [ 3 ]                |
| Geoespai | 63.000 km cara del sol; 6.300.000 km cara posterior | L'espai dominat pel camp magnètic terrestre. | [ 4 ]                |
| Òrbita de la Lluna | 770.000 km a través                                 | El diàmetre mitjà de l'òrbita de la Lluna respecte a la Terra. | [ 5 ]                |
| Òrbita de la Terra | 300 milions km a través 2 ua[a]                     | El diàmetre mitjà de l'òrbita de la Terra en relació amb el sol. Conté el Sol, Mercuri i Venus. | [ 6 ]                |
| Sistema solar interior | 6 ua                                                | Conté el Sol, els planetes interiors (Mercuri, Venus, la Terra, Mart) i el cinturó d'asteroides. | [ 7 ]                |
| Sistema solar exterior | 60 ua                                               | Envolta el sistema solar interior, comprèn els planetes exteriors (Júpiter, Saturn, Urà, Neptú). | [ 8 ]                |
| Cinturó de Kuiper | 96 ua                                               | Cinturó d'objectes gelats que envolten el sistema solar exterior. Conté els planetes nans com Plutó, Haumea i Makemake. | [ 9 ]                |
| Heliosfera | 160 ua                                              | Extensió màxima del vent solar i el medi interplanetari. | [ 10 ] [ 11 ]        |
| Disc dispers | 200 ua                                              | Regió d'objectes gelats escassament escampats que envolten el cinturó de Kuiper. Conté el planeta nan Eris. | [ 12 ]               |
| Núvol d'Oort[b] | 100.000-200.000 ua 2-4 anys llum[c]                 | Closca esfèrica de més d'un bilió de cometes. | [ 13 ]               |
| Sistema Solar | 4 anys llum                                         | El nostre sistema planetari. En aquest punt, la gravetat del Sol dona pas a la d'estrelles que l'envolten. | [ 14 ]               |
| Núvol interestel·lar local | 30 anys llum                                        | El gas de pols interestel·lar a través del qual el Sol i un seguit d'altres estrelles es troben de viatge.[d] | [ 15 ]               |
| Bombolla local | 210-815 anys llum                                   | Cavitat en el medi interestel·lar en què el nostre Sol i un cert nombre d'altres estrelles es troben de viatge.[d] Causada per una passada supernova. | [ 16 ] [ 17 ]        |
| Cinturó de Gould | 3.000 anys llum                                     | Anell d'estrelles joves a través del qual el nostre Sol es troba de viatge.[d] | [ 18 ]               |
| Braç d'Orió | 10.000 anys llum de longitud                        | El braç d'espiral de la Via Làctia a través del qual el nostre Sol es troba de viatge.[d] | [ 19 ]               |
| Òrbita del sistema solar | 56.000 anys llum                                    | El diàmetre mitjà de l'òrbita del sistema solar que fa al centre galàctic. El radi de l'òrbita del nostre Sol és d'uns 28.000 anys llum, o una mica més de la meitat fins a la vora galàctic. Un període orbital del nostre Sistema Solar té una durada entre 225 i 250 milions d'anys. | [ 20 ] [ 21 ]        |
| Via Làctia | 100.000 anys llum                                   | La nostra galàxia, composta de 200.000 milions a 400.000 milions d'estrelles i ple del medi interestel·lar. | [ 22 ] [ 23 ]        |
| Galàxies satèl·lits de la Via Làctia | 1,64 milions d'anys llum 0,5 megaparsecs[e]         | La Via Làctia i les galàxies satèl·lits gravitacionalment unides, com la Nana El·líptica de Sagitari, la Nana de l'Ossa Menor i la Nana del Ca Major. Citat a distància és el diàmetre de l'òrbita de la galàxia de la nana Leo I, la galàxia més distant en el subgrup de la Via Làctia. | [ 24 ] [ 25 ]        |
| Grup Local | 3 megaparsecs de distància                          | Grup d'un mínim de 47 galàxies. Dominada per Andròmeda (la més gran), La Via Làctia i el Triangle; la resta són petites galàxies nanes. | [ 26 ]               |
| Supercúmul de la Verge | 33 megaparsecs de distància                         | El supercúmul dels quals el nostre Grup Local és una part; comprèn més o menys 100 cúmuls de galàxies. | [ 27 ] [ 28 ]        |
| Complex de Supercúmuls Piscis-Cetus | 300 megaparsecs de distància                        | El filament galàctic dels quals el supercúmul de la Verge és una part. | [ 29 ]               |
| Univers observable | 28.000 megaparsecs de distància                     | L'estructura a gran escala de l'univers es compon de més de 100.000 milions de galàxies, disposades en milions de supercúmuls, filaments galàctics, i buits, creant una superestructura semblant a l'escuma. | [ 30 ] [ 31 ]        |
| Univers | Mínim de 28.000 megaparsecs                         | Més enllà de l'univers observable es troben en les regions no observables ja que no hi ha llum que hagi arribat a la Terra prominent a aquestes regions. No hi ha informació disponible sobre la regió, com la llum és el mitjà més ràpid on viatja la informació. No obstant això, ja que no hi ha cap raó per suposar diferents lleis naturals, l'univers és probable que contingui més galàxies en el mateix tipus de superestructura escumosa. |                      |
| a 1 ua o unitat astronòmica és la distància entre la Terra i el Sol, o 150 milions km. El diàmetre orbital de la Terra és el doble del seu radi orbital, o 2 ua. b L'existència és hipotètica. c Un any llum és la distància que la llum recorre en un any, equivalent a ~9.5 bilions de km o 63,240 ua d El Sol no està gravitacionalment lligat a les estructures més grans dins de la Galàxia. Aquestes regions, simplement marquen la seva ubicació actual en la seva òrbita al voltant del centre galàctic. e Un megaparsec és equivalent a un milió de parsecs o 3.26 milions anys llum. Un parsec és la distància a la qual la paral·laxi d'una estrella és com es veu des de la Terra igual a un arc segon. |                                                     | |                      |